# 蒋岘
蒋岘（“岘”读音“xiàn”），字伯见，明州奉化县（今宁波市奉化区）人，南宋大臣。

## 生平
蒋珫之曾孙，蒋浚明之玄孙。先世居鄞县，宋神宗年间，家族从鄞县采莲桥迁居奉化县禽孝乡三岭。后代中蒋仕杰，迁居奉化县武岭（今溪口镇），是为蒋介石先祖。
宋宁宗庆元二年（1196年），考中进士，授太常寺掌故。后改任武康县县令，有声誉。调任嵊县县令，任上曾秉烛夜出，捉拿奸贼，被当地老百姓奉为神明。大理寺评事胡梦昱因言获罪，只有蒋岘为他说话，认为他的言论对朝廷有益。在临安府城南监厢任上，触怒史弥远，迁知南康军。
后被举荐，诏拜右谏议大夫、殿中侍御史、刑部尚书，以宝章阁学士乞辞归。晚年寓居余姚，寄情诗酒，建别墅，老百姓说他就像“神仙中人”。

## 名言
- 以“勿欺心、勿负主、勿求田、勿问舍”为座右铭，故又被称为“四勿居士”[1][3]。